# Костёл Вознесения Пресвятой Девы Марии и святого Андрея Боболи (Козловичи)
Костёл Вознесе́ния Пресвято́й Де́вы Мари́и и св. Андре́я Бобо́ли — римско-католический храм в д. Козловичи (Гродненский район). Памятник народного деревянного зодчества Беларуси.

## История
Костёл в деревне Козловичи был построен в первой половине XIX века. В 1859 году был реставрирован местной помещицей, графиней Светчиной из рода Биспингов, с преобразованием в православную церковь. Верующие были прикреплены к Озёрскому приходу. В 1920 году святыня была переосвящена в римско-католический храм под двойным названием Вознесения Пресвятой Девы Марии и св. Андрея Боболи. В 1920-22 годах храм был перестроен, добавлены две четырёхугольные башни. Первый настоятель Козловичского прихода появился 1923 году, а к 1939 году количество верующих в Козловичском приходе превысило 1000 человек.
Последним настоятелем стал отец Станислав Смяловский (с 1948 года до своей смерти в 1964 году). 12 сентября 1969 года храм был закрыт по решению Гродненского райисполкома, вещи, представлявшие какую-либо ценность, были перемещены в Бернардинский костел в Гродно, а здание было превращено в зернохранилище, которое долгое время пустовало и с течением времени стало разрушаться.
В 1989 году началась реставрация костёла, и 16 мая 1990 года, в праздник святого Андрея Боболи, в нём состоялась первая служба.

## Архитектура
Костёл представляет собой здание кубической формы под четырёхскатной жестяной крышей, к которому пристроен притвор с хорами, с двумя четырёхконечными башнями, а также прямоугольная апсида с ризницей. Алтарь направлен на восток, поэтому к дороге костёл обращён апсидой.
Интерьер перекрыт плоским фальцевым потолком, поддерживаемым четырьмя колоннами, образующими трёхнефное пространство. В храме находятся три деревянных алтаря: в главном помещена икона Матери Божией Ченстоховской, в левом — икона Пресвятого Сердца Иисуса, Владыки Вселенной, а в правом — титульная икона св. Андрея Боболи. Витражи были созданы в 1996 году. Храмовый участок обнесён оградой из штакетника.